# GFK Tikvesh
El Gradski Fudbalski Klub Tikvesh 1930, comúnmente conocido como Tikvesh, es un equipo de fútbol profesional de Kavadarci, Macedonia del Norte, el cual juega en la Primera División de Macedonia del Norte.

## Historia
El equipo fue fundado el 21 de diciembre de 1930 por un grupo de vecinos de la localidad de Kavadarci bajo el nombre de FK Tikves Kavadarci. Tras la Segunda Guerra Mundial el equipo fue aceptado en el sistema de ligas de fútbol de Yugoslavia, aunque formando parte de las ligas regionales de la República Socialista de Macedonia. 
En 1954 el equipo accedió por primera ocasión a la Yugoslav IV Zona, nombre de la Segunda Liga de Yugoslavia durante ese periodo, aunque solo permaneció durante una temporada en esa categoría.
La época dorada del Tikvesh sucedió durante las décadas de 1960 y 1970. Cuando el equipo logró ganar dos ediciones de la Liga de la República de Macedonia (1971-72 y 1977-78), además de volver a la Segunda Liga durante cuatro temporadas, el primer periodo entre 1968 y 1970, además de breves estancias en 1972-73 y 1978-79.
Coincidiendo con la disolución de Yugoslavia, los clubes macedonios abandonaron la liga yugoslava en 1992 y la Federación de Macedonia organizó su propio sistema. La temporada inaugural de Primera División 1992-93 contó con 18 equipos, siendo el GFK Tikvesh uno de los clubes fundadores de la nueva liga nacional. En la temporada 2000-01 el Tikvesh descendió de la Primera Liga por primera ocasión, además, el Tikvesh consiguió un récord negativo al ser el equipo con menor cantidad de puntos en la historia de la competencia, ya que únicamente consiguió sumar tres unidades producto de una sola victoria en todo el torneo. El equipo volvió a la máxima categoría en la temporada siguiente, para volver a descender en 2004, lo que provocó que el club entrara en problemas financieros, llevando a que en 2005 el Tikvesh fuera relegado a la Tercera División, en 2007 el club entró en bancarrota.
En 2007 el equipo renació bajo el nombre FK Tikvesh Nacional, iniciando en una división regional, ascendiendo de inmediato a Tercera. En el verano de 2009 el Municipio de Kavadarci se hizo con el control del equipo y lo renombró como Gradski Fudbalski Klub Tikvesh (Club de Fútbol de la Ciudad de Tikvesh). En 2010 el equipo logró regresar a la Segunda Liga. Cuando parecía que el equipo había encontrado estabilidad en la segunda categoría del fútbol macedonio, el equipo comenzó a padecer una crisis durante la temporada 2012-2013, la cual se destacó por una inconformidad de la afición y jugadores con la directiva, la mala gestión se tradujo en el descenso del club a Tercera División y la posterior expulsión del Tikvesh de las ligas macedonias en octubre del 2013, luego de que el equipo no se presentara a dos juegos.
En el verano del 2014 el Tikvesh regresó a competir en el escalón más bajo del fútbol macedonio, consiguiendo encadenar dos ascensos seguidos y volviendo a la Segunda Liga para la temporada 2016-17. En la temporada 2018-19 el equipo se clasificó para la promoción de ascenso a la Primera División, en la semifinal el Tikvesh derrotó al FK Labunishta, sin embargo, los viñadores fueron derrotados en la final de ascenso ante el FK Sileks Kratovo por un marcador de 3-2.
El 25 de mayo de 2021 el Tikvesh consiguió su ascenso a la Primera Liga de Macedonia del Norte, al derrotar por 1-0 al Sileks en la promoción de ascenso, devolviendo el golpe sufrido dos años antes por el mismo rival. En la temporada 2021-22 el Tikvesh consiguió su permanencia al superar al Voska Sport por un marcador de 4-1.
En la temporada 2023-24 el GFK Tikvesh consiguió su primer título al ganar la Copa de Macedonia del Norte, luego de derrotar al Voska Sport con un marcador final de 2-1, asegurando además su clasificación a la Liga Conferencia de la UEFA 2024-25, en lo que representó el debut del equipo en competiciones europeas.En su debut en la Liga Conferencia el Tikvesh fue eliminado en la primera ronda clasificatoria al ser superado por el Breiðablik islandés con un marcador global de 4-5. 

## Estadio
El GFK Tikvesh juega sus partidos como local en el Gradski Stadion Kavadarci, el cual fue inaugurado en marzo de 1950 y tiene una capacidad para albergar a 7,500 espectadores.

## Palmarés

### Torneos nacionales
- Macedonian Republic League (2):

1972, 1978
- Copa de Macedonia del Norte (1):

2024
- Segunda Liga de Macedonia del Norte (1):

2002
- Tercera División de Macedonia del Norte (1):

2010
- OFL Kavadarci (2):

2008, 2015

## Participación en competiciones de la UEFA
| Temporada | Torneo                 | Ronda             | Club       | Casa | Visita | Global |
| --------- | ---------------------- | ----------------- | ---------- | ---- | ------ | ------ |
| 2024–25   | UEFA Conference League | 1° Clasificatoria | Breiðablik | 3–2  | 1–3    | 4–5    |